# Jan Hošek (dokumentarista)
Jan Hošek (* 15. února 1961 v Praze) je český filmový dokumentarista a ilustrátor. Je režisér a scenárista dokumentárních, populárně-naučných a vědecko-populárních pořadů, filmů a seriálů s přírodovědnou tematikou, které vytvářel převážně pro Českou televizi.

## Životopis
Jan Hošek studoval systematickou biologii na Přírodovědecké fakultě Univerzity Karlovy v Praze a dokumentární tvorbu na FAMU.
Je autor a spoluautor asi sedmdesáti pořadů s přírodovědnou tematikou (2021). Spoluvytvářel populárně-naučné pořady Teleskop, Vědník, Popularis a Port.
Spolupracuje s Mariánem Polákem, který založil společnost GepART pictures.
Ilustroval několik desítek knižních titulů. Jeho ilustrace se pravidelně objevují v populárně-naučném časopise Ptačí svět. Jeho ilustrace doprovázejí významné ornitologické dílo European breeding bird atlas. 2, Distribution, abundance and change.

## Dílo

### Scénář
- Planeta Česko. 2017. – nominace na Českého lva (Nejlepší dokumentární film)
- Svět podle termitů. 2017.

### Režie
- Příběhy zvědavých přírodovědců. 2014. – televizní seriál
- Planeta Praha. 2022. - dokument o pražské divočině

### Knihy
- Saola, aneb, Největší zoologické objevy posledních let. Praha: Scientia, 2007. ISBN 978-80-86960-27-2

### Ilustrace
- ANDĚRA, Miloš. Zvířata v horách. Praha: Aventinum, 2000. ISBN 80-7151-127-7. (Animaux des montagnes. Paris: Gründ, 2000. ISBN 2-7000-1839-7.)
- FUCHS, Roman et al. Atlas hnízdního rozšíření ptáků Prahy: 1985–1989 (aktualizace 2000–2002). Praha: ČSO v nakl. Consult, 2002. ISBN 80-902132-5-1.
- KELLER, Verena et al. European breeding bird atlas. 2, Distribution, abundance and change. Barcelona: Lynx, 2020. ISBN 978-84-16728-38-1.
- KHOLOVÁ, Helena. Koně. Praha: Aventinum, 2007. ISBN 978-80-86858-35-7.
- SMRČEK, Martin a SMRČKOVÁ, Lea. Exotičtí ptáci a jejich chov.  Praha: Albatros, 2010. ISBN 978-80-00-02157-7.
- STINGL, Miloslav. Sex v pěti dílech světa, aneb, Cestopis časem a prostorem tělesné lásky. Brno: Jota, 2006. ISBN 80-7217-388-X.
- Leporela:
  - Domácí zvířata. 2. vyd. Praha: Albatros, 2012. ISBN 978-80-00-03011-1.
  - Kdo k sobě patří? 3. vyd. Praha: Albatros, 2018. ISBN 978-80-00-05129-1.